# ماري الرسول
مار ماري هو أحد بطاركة كنيسة المشرق ومؤسيسها مع كل من توما الرسول وآداي وأجاي، ماري كان أحد تلاميذ آداي أحد تلامذة المسيح السبعين، والذي بعث حينها بإرسالية إلى أبجر الخامس ملك الرها، حيث اعتنق المسيحية حينها، بعدها بدأ مار ماري بالتبشير في المسيحية في بلاد النهرين وبلاد فارس وتنقل ما بين مدن الرها ونصيبين ونينوى وحدياب وكرخ سلوخ وقطيسفون حيث تم دفنه هناك في كنيسة كوخي والتي تعرف أيضاً بدير كوني. ينسب إليه أيضاً تأليف ليتورجية آداي وماري المتبعة في كنيسة المشرق الآشورية والكنيسة الكلدانية الكاثوليكية وكنيسة المشرق القديمة والكنيسة الكلدانية السريانية وكنيسة السريان الملبار الكاثوليك.